# Свети Атанасий (Лошница)
Вижте пояснителната страница за други значения на Свети Атанасий.
„Свети Атанасий“ (на гръцки: Αγίου Αθανασίου) е възрожденска православна църква, гробищен храм на костурското село Лошница (Гермас), част от Костурската епархия на Вселенската патриаршия.

## Описание
Църквата е гробищен храм, изграден на еднименния хълм северозападно от селото около 1650 година. Притежава ценни икони и стенописи.
- Стенопис на Света Богородица Влахернска, XVII век
- Стенопис на Христос Емануил, XVII век
- Стенопис на Свети Модест, Свети Йоан Златоуст и Свети Григорий Богослов, XVII век
- Икона на Исус Христос, XVII век
- Икона на Исус Христос, XIX век
- Икона на Свети Атанасий, XVII век
- Икона на Свети Атанасий, XIX век
- Икона на Свети Кирил и Свети Спиридон, XVII век
- Икона на Свети Георги, XIX век
- Свети Дионисий и Свети Никанор